# Aleksiej Korniejew
Aleksiej Korniejew (ros. Алексей Александрович Корнеев, ur. 6 lutego 1939, zm. 14 grudnia 2004) – rosyjski piłkarz występujący na pozycji pomocnika lub obrońcy, reprezentant Związku Radzieckiego. Srebrny medalista ME 64, uczestnik MŚ 66.

## Kariera
Był wychowankiem Spartaka. Grał w jego barwach w latach 1957–1967. W tym czasie sięgnął po tytuł mistrza ZSRR (1962), dwa razy zdobywał puchar tego kraju (1963 i 1965). Karierę kończył w Szynniku Jarosław (1967–1969). W reprezentacji Związku Radzieckiego w latach 1964–1966 rozegrał tylko 6 spotkań, jednak brał udział w dwóch wielkich imprezach. W 1964 zagrał w finale Pucharu Europy Narodów (później przemianowanego na mistrzostwa kontynentu), a w 1966 wystąpił w dwóch meczach mistrzostw świata – Związek Radziecki zajął czwarte miejsce.